# Red Doors
Pour plus de détails, voir Fiche technique et Distribution.
Red Doors (littéralement : Portes Rouges) est un film américain écrit et réalisé par Georgia Lee (en), sorti en 2005.

## Synopsis
{{Red Doors raconte l’histoire des Wong, une famille sino-américaine de la banlieue de New York. Alors que le titre du film fait référence à la porte rouge de la maison des Wong à New York, on dit que les portes rouges portent chance[4]. [5] Tout au long du film, la porte rouge est un signe de chance pour les nombreuses luttes auxquelles les Wongs doivent faire face.
Après avoir pris sa retraite, Ed Wong (Tzi Ma) prévoit de s’échapper de sa vie en banlieue, mais ses filles ont d’autres projets. [4]
Samantha (Jacqueline Kim) est la fille aînée des Wong. Elle est femme d’affaires [4] à New York et fiancée à Mark (Jayce Bartok). Face à son trentième anniversaire, Samantha rencontre Alex (Rossif Sutherland) qui l’oblige à réévaluer sa carrière et sa vie amoureuse. [4]
Julie (Elaine Kao) est la timide sœur cadette des Wongs. Elle est étudiante en quatrième année de médecine et aime les cours de bal. Toujours calme et au centre de la famille, Julies commence à remettre en question ses choix de vie lorsqu’elle rencontre Mia Scarlett (Mia Riverton). [4]
Katie (Kathy Shao-Lin Lee) est la plus jeune sœur Wong. Dans sa dernière année de lycée, Katie est impliquée dans une guerre de farces avec Simon (Sebastian Stan). Au fur et à mesure que le film se poursuit, les farces s’intensifient entre les voisins et leur ennemi de longue date. [4]
Avant de disparaître, Ed décide de revivre l’histoire de sa famille à travers des images VHS. Entre le passé plus heureux et la froide réalité, Ed pense qu’il est préférable de quitter la maison. [4] Alors que les Wong font chacun face à leurs propres difficultés, la famille réapprend à communiquer à travers les histoires et les images du passé.}}

## Fiche technique
- Titre : Red Doors
- Réalisation : Georgia Lee (en)
- Scénario : Georgia Lee
- Production :
- Sociétés de production : Blanc de Chine Films, Red Doors Entertainment
- Musique :
- Photographie :
- Montage :
- Décors :
- Costumes :
- Pays d'origine :  États-Unis
- Langue d'origine : anglais américain
- Lieux de tournage : New Jersey, États-Unis
- Format : Couleurs
- Genre : Drame
- Durée : 90 minutes
- Dates de sortie :
  -  États-Unis : 22 avril 2005 au Festival du film de Tribeca

## Distribution
- Tzi Ma : Ed Wong
- Jacqueline Kim (en) : Samantha Wong
- Elaine Kao : Julie Wong
- Mia Riverton (en) : Mia Scarlett
- Freda Foh Shen : May-Li Wong
- Kathy Shao-Lin Lee : Katie Wong
- Jayce Bartok : Mark
- Rossif Sutherland : Alex
- Sebastian Stan : Simon
- Stephen Rowe : docteur Levy
- Cindy Cheung : Grace
- Mao Zhao : Master Shen
- Bridget White : infirmière
- Coati Mundi : professeur de danse
- Tyler Maynard : Trent